# Berlin–Angermünde–Berlin

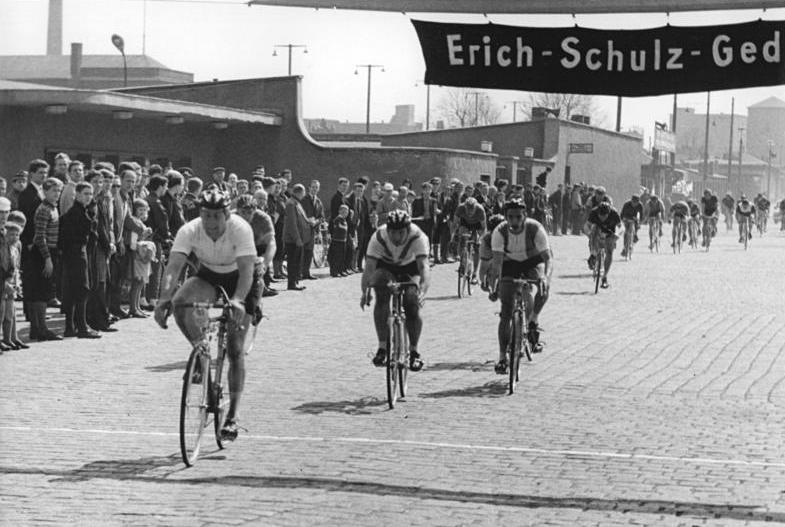
Die ersten Drei des Rennens 1966 (v. l. n. r.): Erhard Hancke, Siegfried Köhler und Wolfgang Schmelzer.

Berlin–Angermünde–Berlin ist ein Eintagesrennen in Deutschland und später in der DDR, das bis 1990 auf der Straße und seit 2022 als Gravelchallenge ausgetragen führt. Es führt von Berlin nach Angermünde und zurück nach Berlin. Die Streckenlänge variiert zwischen 150 und über 200 Kilometern.

## Geschichte
Die erste Austragung von Berlin–Angermünde–Berlin fand 1909 statt. In einer Ausgabe von 1950 sprach das Neue Deutschland bereits von einer traditionellen Radfernfahrt. Das Rennen fand in der Regel im April als Saisoneröffnungsrennen statt. 1962 und 1987 wurde das Rennen nicht ausgetragen – 1962 wurde es kurzfristig zur besseren Bekämpfung der in Berlin sowie teilweise im Bezirk Frankfurt (Oder) aufgetretenen infektiösen Darmerkrankungen abgesagt, 1987 fiel es auf Grund von Straßenschäden aus.
Die Streckenlänge variierte zwischen 150 und über 200 Kilometern. 1969 wurden, nach einer kurzfristig notwendigen Umleitung, sogar 240 Kilometer, statt der ursprünglich geplanten 210 Kilometer gefahren. Ein Jahr später wurde das Rennen auf Grund der schlechten Straßenverhältnisse auf einem 2,3 Kilometer langen Rundkurs auf der Rigaer Straße ausgetragen. Die Gesamtdistanz betrug lediglich 115 Kilometer.
1950 führte die Strecke beispielsweise auf 206 Kilometern über Bernau, Biesenthal, Eberswalde, Tornow, Hohenfinow, Falkenberg, Bad Freienwalde, Schiffmühle, Neuenhagen, Oderberg und Neukünkendorf nach Angermünde und zurück.
Mehrmals hatte das Rennen internationale Beteiligung. So fuhr 1967 die Friedensfahrtauswahl Kubas mit, 1969 waren polnische Fahrer am Start und 1990 gewann der Niederländer David Pots vor Erik Zabel.
1950 hatte das Rennen den Beinamen Großer Preis der Märkischen Volksstimme. Ab 1957 trug das Rennen zu Ehren des 1956 tödlich verunglückten Radrennfahrers Erich Schulz den Namenszusatz Erich-Schulz-Gedenkrennen und wurde unter diesem Namen 32 Mal ausgetragen. Zu Ehren des 1956 tödlich verunglückten Erich Schulz stiftete die BSG Post Berlin einen Wanderpokal für die beste Mannschaft.

## Neuaustragung als Gravelchallenge
Seit 2022 wird der Radklassiker als Langstreckenprüfung durch den Radsportverein RSV Steppenwolf auf Schotter und Kopfsteinpflaster wieder ausgetragen. Dabei treten die Fahrerinnen und Fahrer zu den 300 km mit rund 80 km auf Kopfsteinpflaster auf dem Gravelbike an. Die Strecke startet in Bernau bei Berlin und führt zum Marktplatz nach Angermünde und zurück.

## Palmarès
- 1909 (300 km)  Carl Rudel
- 1910 (201 km)  Bruno Wehlitz
- 1911 (201 km)  Karl Quittschreiber
- 1912 (201 km)  Franz Barby
- 1913–1919 nicht ausgetragen
- 1920 (260 km)  Karl Hoffmann
- 1921 (201 km)  Rudolf Stielow
- 1922 (201 km)  nicht bekannt
- 1923 (201 km)  Max Dobe
- 1924 (201 km)  Felix Seidel
- 1925 (144 km)  Otto Büttner
- 1926 (144 km)  Georg von Dagilski
- 1927 (138 km)  Max Franke
- 1928 (184 km)  Georg Gottwald
- 1929 (184 km)  nicht bekannt
- 1930 (184 km)  E. Wesche
- 1932 (187 km)  nicht bekannt
- 1933 (174 km)  Heinz Rehbein
- 1934 (174 km)  Gerhard Bartkowski
- 1935 (174 km)  Arnim Gronwald
- 1936 (174 km)  Gerhard Bartkowski
- 1937 (174 km)  nicht bekannt
- 1938 (174 km)  nicht bekannt
- 1939 (174 km)  Harry Saager
- 1940 (195 km)  Emil Schöpflin
- 1941 (195 km)  Harry Saager
- 1942–1948 nicht ausgetragen
- 1949 (155 km)  Kurt Plitt[10]
- 1950 (206 km)  Horst Rauschenberger (Spandauer RV 91)
- 1951 (151 km)  Rudi Fensl
- 1952 (158 km)  Rudi Kirchhoff
- 1953 (155 km)  Horst Gaede
- 1954 (155 km)  Bernhard Trefflich[11]
- 1955 (152 km)  Werner Malitz (SC Einheit Berlin)
- 1956 (152 km)  Roland Henning (SC DHfK Leipzig)
- 1957 (152 km)  Heinz Wahl (SC Einheit Berlin)[12][13]
- 1958 (152 km)  Georg Stoltze (SC Einheit Berlin)
- 1959 (152 km)  Günter Schumann (SC Wismut Karl-Marx-Stadt)
- 1960 (152 km)  Rolf Töpfer (SC DHfK Leipzig)
- 1961 (152 km)  Dieter Ruthenberg (SC Dynamo Berlin)
- 1962 nicht ausgetragen
- 1963 (152 km)  Lothar Höhne (ASK Leipzig)
- 1964 (157 km)  Rainer Marks (SC DHfK Leipzig)
- 1965 (152 km)  Günter Hoffmann (ASK Leipzig)
- 1966 (168 km)  Erhard Hancke (SC DHfK Leipzig)[14]
- 1967 (210 km)  Heinz Richter (SC Dynamo Berlin)[7]
- 1968 (210 km)  Norbert Wiechmann (SC Dynamo Berlin)[15]
- 1969 (240 km)  Lothar Appler (BSG Post Berlin)
- 1970 (115 km)  Axel Peschel (SC Dynamo Berlin)[6]
- 1971 (157 km)  Manfred Dähne (SC DHfK Leipzig)
- 1972 (157 km)  Lothar Grüner (SC Dynamo Berlin)[16]
- 1973 (157 km)  Norbert Dürpisch (ASK Leipzig)
- 1974 (157 km)  Eberhard Schimbor (SC Dynamo Berlin)
- 1975 (157 km)  Wolfram Kühn (SC Turbine Erfurt)
- 1976 (157 km)  Detlef Böhnisch (SC Dynamo Berlin)
- 1977 (157 km)  Dieter Stein (TSC Berlin)
- 1978 (157 km)  Peter Koch (SC Turbine Erfurt)
- 1979 (157 km)  Andreas Neuer (SC Karl-Marx-Stadt)
- 1980 (157 km)  Dieter Stein (TSC Berlin)
- 1981 (157 km)  Matthias Kittel (SC Turbine Erfurt)
- 1982 (157 km)  Martin Goetze (SC DHfK Leipzig)
- 1983 (157 km)  Hans-Joachim Meisch (SC Turbine Erfurt)
- 1984 (156 km)  Uwe Raab (SC DHfK Leipzig)
- 1985 (156 km)  Frank Jesse (SC Cottbus)
- 1986 (156 km)  Thomas Barth  (SG Wismut Gera)
- 1987 nicht ausgetragen
- 1988 (174 km)  Andreas Lux (SC DHfK Leipzig)
- 1989 (174 km)  Michael Stück (SC Turbine Erfurt)
- 1990 (174 km)  David Pots (Sauna Diana/Niederlande)